# Campylomma annulicorne
Campylomma annulicorne är en insektsart som först beskrevs av Victor Antoine Signoret 1865.  Campylomma annulicorne ingår i släktet Campylomma, och familjen ängsskinnbaggar. Arten är reproducerande i Sverige.